# Christophe Béchu
Christophe Béchu (ur. 11 czerwca 1974 w Angers) – francuski polityk i samorządowiec, parlamentarzysta krajowy i europejski, w 2022 minister delegowany, w latach 2022–2024 minister ekologii i spójności terytorialnej.

## Życiorys
Absolwent Instytutu Nauk Politycznych w Paryżu z 1996. Ukończył studia podyplomowe z zakresu prawa publicznego (DEA i DESS). Kształcił się też w szkole prawniczej w Poitiers. Od 2000 do 2002 zajmował kierownicze stanowisko w przedsiębiorstwie telekomunikacyjnym CrafTelecom.
Działalność polityczną rozpoczął w połowie lat 90. W 1995 został radnym Avrillé, w latach 1998–2001 był zastępcą mera tej miejscowości. Pełnił też funkcję asystenta Marca Laffineur, posła do Zgromadzenia Narodowego i jednocześnie jego zwierzchnika w Avrillé. Działał w tym czasie w Demokracji Liberalnej, z którą w 2002 przystąpił do Unii na rzecz Ruchu Ludowego (przekształconej później w Republikanów).
W 2004 został wybrany na przewodniczącego rady generalnej departamentu Maine i Loara, stając się jednym z najmłodszych francuskich urzędników na tak wysokim stanowisku. W 2008 bez powodzenia ubiegał się o urząd mera Angers, przegrywając niewielką różnicą głosów z ubiegającym się o reelekcję kandydatem socjalistów.
W 2009 Christophe Béchu został liderem jednej z regionalnych list UMP do Parlamentu Europejskiego, uzyskując w tym samym roku mandat eurodeputowanego VII kadencji. W 2010 wszedł w skład rady regionalnej Kraju Loary. Nie mogąc łączyć mandatów, zrezygnował z zasiadania w PE. W 2011 został nadto wybrany w skład Senatu, którego członkiem był do 2017. W 2014 ponownie ubiegał się o urząd mera Angers, wygrywając w drugiej turze (reelekcja w 2020).
W 2017 zrezygnował z członkostwa w Republikanach. W 2021 został sekretarzem generalnym partii Horizons, którą założył Édouard Philippe. W maju 2022 powołany na funkcję ministra delegowanego ds. wspólnot terytorialnych w gabinecie Élisabeth Borne (przy ministrze spraw wewnętrznych oraz ministrze ekologii i spójności terytorialnej). W lipcu 2022 przeszedł na stanowisko ministra ekologii i spójności terytorialnej. Utrzymał tę funkcję również w utworzonym w styczniu 2024 rządzie Gabriela Attala. Zakończył urzędowanie we wrześniu tego samego roku.

## Odznaczenia
- Kawaler Legii Honorowej (2021)[9]
- Kawaler Orderu Narodowego Zasługi (2005)[10]
- Kawaler Orderu Sztuki i Literatury (2019)[11]